# Skjern (Ringkøbing-Skjern)
Skjern is een plaats en voormalige gemeente in de Deense regio Midden-Jutland. De plaats maakt deel uit van de gemeente Ringkøbing-Skjern en telt 7563 inwoners (2008).

## Voormalige gemeente
De oppervlakte bedroeg 327,51 km². De gemeente telde 13.107 inwoners waarvan 6618 mannen en 6489 vrouwen (cijfers 2005).
Na de herindeling van 2007 zijn Egvad, Holmsland, Ringkøbing, Skjern en Videbæk samengevoegd tot de nieuwe gemeente Ringkøbing-Skjern. Een groot museum met tien vestigingen in en rond Ringkøbing-Skjern is het Ringkøbing-Skjern Museum.